# Pandiborellius somalilandus
Espèce
Synonymes
- Pandinus somalilandus Kovařík, 2012

Pandiborellius somalilandus est une espèce de scorpions de la famille des Scorpionidae.

## Distribution
Cette espèce est endémique du Somaliland en Somalie. Elle se rencontre de Sheikh à Rugi.

## Description
La femelle holotype mesure 110 mm.
Le mâle décrit par Kovařík, Lowe et Elmi en 2020 mesure 103,87 mm.

## Systématique et taxinomie
Cette espèce a été décrite sous le protonyme Pandinus somalilandus par Kovařík en 2012. Elle est placée dans le genre Pandinurus par Rossi en 2015 puis dans le genre Pandiborellius par Kovařík, Lowe, Soleglad et Plíšková en 2017.

## Étymologie
Son nom d'espèce lui a été donné en référence au lieu de sa découverte, le Somaliland.

## Publication originale
- Kovařík, 2012 : « Review of the subgenus Pandinurus Fet, 1997 with descriptions of three new species (Scorpiones, Scorpionidae, Pandinus). » Euscorpius, no 141, p. 1-22 (texte intégral).